# Rue du Petit-Mouton
La rue du Petit-Mouton est une voie publique de la commune française de Rouen. Située dans la partie est du centre-ville, elle appartient au quartier Carmes-Saint Maclou. 
La rue figure parmi les plus étroites de Rouen. 
Au XXe siècle, Simone de Beauvoir et Jean-Paul Sartre font de cette rue un lieu de rendez-vous de leurs assises. 

## Situation et accès
La rue du Petit-Mouton est située à Rouen. Elle débute à l'intersection de la rue de la République et se termine Place du Lieutenant-Aubert. Avec ses 98 cm de large, c'est la deuxième rue la plus étroite de Rouen.

## Historique
Au XIVe siècle, la rue comporte à « l'enseigne du Petit-Mouton » l'une des deux « étuves à femmes » de Rouen,,.
En 1892, la rue du Petit-Mouton est présentée dans The Lancet comme insalubre, à l’image de bon nombre de rues à Rouen. Pour y remédier, la revue scientifique préconise d’en reconstruire les immeubles et d’en élargir la voirie.
En 1899, Léon de Vesly identifie une portion de l’ancienne muraille de la ville longeant la rue et ayant été mise au jour lors de travaux d’assainissement,. En effet, à cette époque « la rue du Petit Mouton est une venelle, aux maisons surplombantes et croulantes, qui se rétrécit outrageusement », ce qui lui confère un caractère « très pittoresque ». 
Quelques décennies plus tard, Simone de Beauvoir continue cependant d’évoquer dans La Force de l'âge « une venelle, qui donnait sur la rue de la République ». Durant les années 1930, alors enseignante en philosophie au Lycée Jeanne-d'Arc, Beauvoir s’installe dans la rue du Petit-Mouton, à l’hôtel éponyme, sur la recommandation d’Olga Kosakiewicz, son élève,. Cette dernière rejoint en 1935 sa chaperonne, dont elle devient l’amante. Jean-Paul Sartre, qui enseigne au lycée François Ier du Havre, y est régulièrement de passage. 
Lors du bombardement de Rouen du 19 avril 1944, une bombe expose dans la rue du Petit-Mouton et la « ravage grandement ».

## Bâtiments remarquables et lieux de mémoire
Au no 4 se situe l'une des plus anciennes maisons de Rouen. L'hôtel du Petit Mouton se situe au 2 et 4 de la rue Petit-Mouton.
Aujourd'hui clos, il est, dans les années 1930, divisé en deux : les chambres de passe d'un côté, les pensionnaires de l'autre,. Sa façade est dotée d’un encorbellement primitif. 

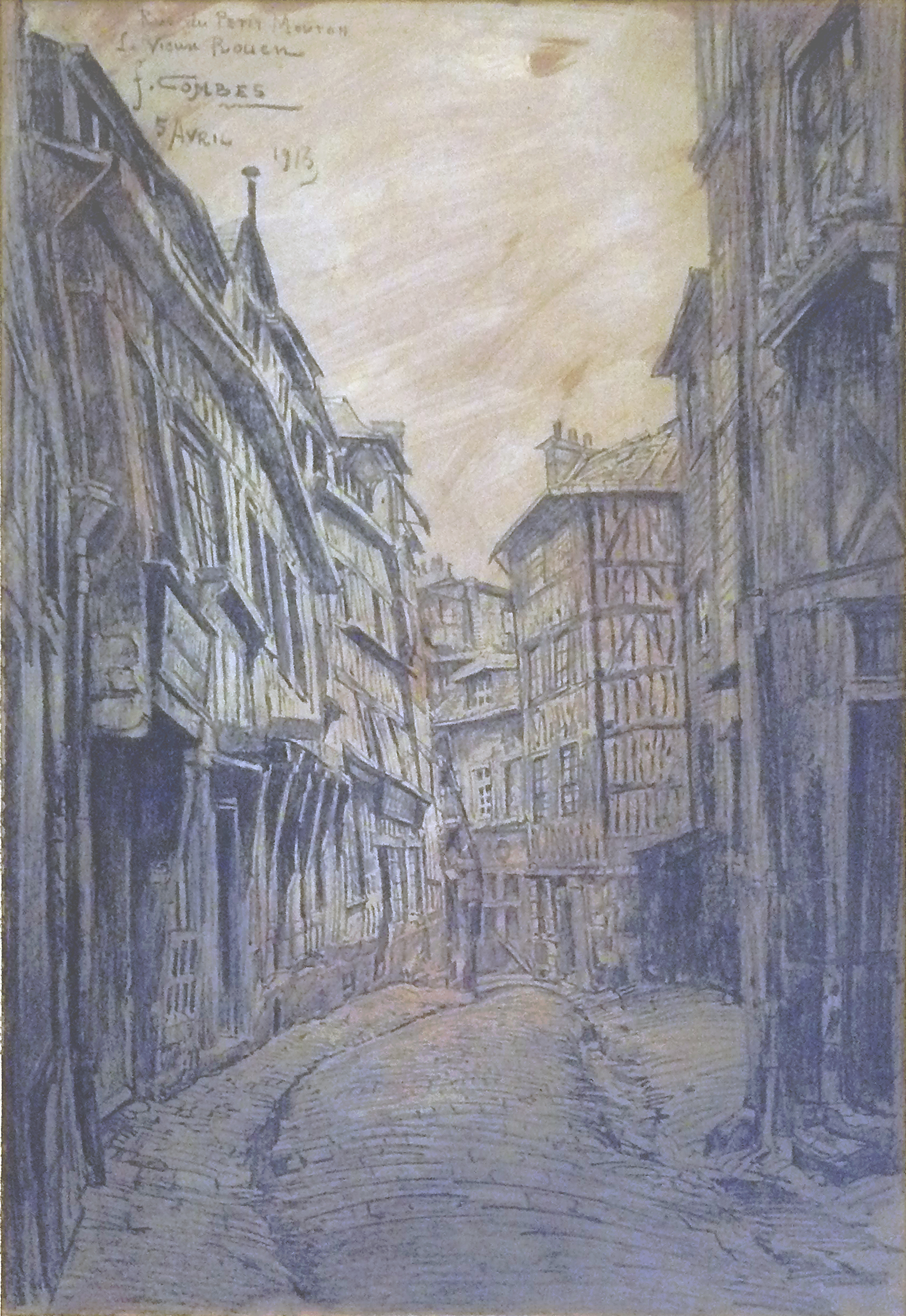
Le vieux Rouen, rue du Petit Mouton, 1913, par Fernand Combes.

### Dans la littérature
- Pierre Thiry, Le Mystère du Pont Gustave-Flaubert, Édition du bicentenaire (1821-2021), N.p.: Books on Demand, 2021.